# موريس لويس
موريس لويس (بالإنجليزية: Morris Louis)‏ (و. 1912 – 1962 م) هو رسام من الولايات المتحدة الأمريكية ولد في بالتيمور، ماريلاند.

## روابط خارجية
- موريس لويس على موقع الموسوعة البريطانية (الإنجليزية)
- موريس لويس على موقع إن إن دي بي (الإنجليزية)